# Florian Munteanu
Florian Munteanu (13 de octubre de 1990), también conocido como Big Nasty, es un actor, modelo y boxeador de peso pesado alemán de origen rumano, conocido por interpretar a Viktor Drago en Creed II (2018) y a Razor Fist en Shang-Chi y la leyenda de los Diez Anillos (2021).

## Biografía
Munteanu nació en Alemania de sus padres Dorin y Florica Munteanu, inmigrantes rumanos que escaparon del régimen comunista de Nicolae Ceaușescu en 1985. Su madre es abogada y su padre es dermatólogo y boxeador ocasional. Creció en Bogen (Alemania) y después se mudó a Münich para estudiar ciencias aplicadas en la Universidad Hochschule Mittweida. En 2014 defendió su tesis de licenciatura sobre la "Estructura y organización del deporte del boxeo en Alemania: asociaciones, empresas de promoción del boxeo, federaciones, gestión y marketing en general, con una comparación con las estructuras implementadas en Estados Unidos". Ha competido en el boxeo en Alemania bajo el nombre de "Big Nasty".

## Carrera
Munteanu tuvo su primer papel cinematográfico en Bogat, una película germano-rumana de 2016 filmada en Munich. Su gran avance en la actuación se produjo en 2018, cuando Sylvester Stallone buscaba un boxeador europeo de peso pesado para interpretar a Viktor Drago, el hijo de Ivan Drago, en la secuela del drama deportivo Creed II. Stallone encontró a Munteanu a través de videos de capacitación en Internet y lo promovió personalmente para el papel. En ese momento Munteanu medía 6 pies 4 pulgadas (193 cm) de alto y pesaba ca. 245 lb (111 kg), pero tuvo que subir 20 libras (9,1 kg) para el papel. Interpretó a Razor Fist en Shang-Chi y la leyenda de los Diez Anillos (2021), uniéndose así al universo cinematográfico de Marvel.

## Vida personal
Munteanu vive en Münich y Los Ángeles, California. Es embajador de la marca Domino's Pizza y SuperKombat, una organización de combate con sede en Rumania. Apareció en las portadas de Muscle & Fitness y Men's Health. A pesar de que nació y se crio en Alemania, Munteanu siempre se ha identificado como rumano y habla rumano con fluidez.

## Filmografía
Cine
| Año  | Título                                     | Personaje    |
| ---- | ------------------------------------------ | ------------ |
| 2016 | Bogat                                      | Razvan       |
| 2018 | Creed II                                   | Viktor Drago |
| 2021 | Shang-Chi y la leyenda de los Diez Anillos | Razor Fist   |
| 2021 | Violence of Action                         | Kaufman      |
| 2023 | Creed III                                  | Viktor Drago |
| 2024 | Borderlands (película)                     | Krieg        |